# La testa degli italiani
La testa degli italiani è un saggio di Beppe Severgnini, pubblicato nel 2005 dalla casa editrice italiana Rizzoli. Il libro, sotto forma di letteratura di viaggio dai toni umoristici, tratta diversi aspetti della vita e dei comportamenti degli italiani.

## Contenuti
(citazione iniziale del libro, dall'opera Gli italiani. Virtù e vizi di un popolo di Luigi Barzini)
L'autore, utilizzando il pretesto di un immaginario viaggio in diverse città italiane in compagnia di amici stranieri, analizza, con toni ironici, onesti e affettuosi, le abitudini, i vezzi, i vizi, i pregi e i difetti modo di essere e di agire degli italiani, cercando di superare gli stereotipi del caso.

### Struttura
Il saggio è suddiviso in 10 capitoli, ognuno ambientato in un giorno e un luogo diverso, ulteriormente divisi in 3 sottocapitoli. Questa suddivisione permette di incasellare una o più caratteristiche.
 
1. Venerdì – Primo Giorno: da Malpensa a Milano
- L’aeroporto, dove si dimostra che amiamo le eccezioni più delle regole
- La strada, o la psicopatologia del semaforo
- L’albergo, dove i casi unici non si accontentano di una stanza doppia

2. Sabato – Secondo Giorno: a Milano
- Il ristorante, una forma di saggezza seduta
- Il negozio, campo di battaglie perdute
- Il locale, dove le volpi diventano pavoni

3. Domenica – Terzo Giorno: Ancora a Milano
- Il condominio, luogo verticale per ossessioni trasversali
- Il tinello, la centrale operativa del controspionaggio domestico
- La camera da letto, il bagno e i problemi della privacy affollata

4. Lunedì – Quarto Giorno: verso la Toscana
- Il treno, dove molti parlano, pochi ascoltano e tutti capiscono
- Il museo, belle ragazze alle pareti
- La televisione, dove la Signorina Seminuda si veste di significati

5. Martedì – Quinto Giorno: in Toscana
- La campagna, dove si dimostra che siamo i maggiori produttori mondiali di sensazioni
- La piazza italiana, uno strumento più versatile del coltellino svizzero
- La finestra, il perimetro delle nostre fantasie (qua e là ghigliottinate da una tapparella)

6. Mercoledì – Sesto Giorno: a Roma
- La banca, palestra di confidenza e diffidenza
- L’ufficio, il teatro dell’anarchia ordinata
- Il centro commerciale, prove d’America a domicilio

7. Giovedì – Settimo Giorno: a Napoli
- Il marciapiede, o dell’individualismo collettivo
- L’automobile e l’amore ribaltabile
- L’agenzia di viaggi, dove la nazione allena incoscienza e patriottismo

8. Venerdì – Ottavo Giorno: in Sardegna
- Il porto, il fascino complicato di una frontiera liquida
- La spiaggia, un nudo riassunto
- Il giardino, clausura fiorita

9. Sabato – Nono Giorno: a Crema
- Il barbiere, l’edicola e le città-salvagente
- Il monumento. Eppur si muove
- La scuola, il laboratorio dei ricordi condivisibili

10. Domenica – Decimo Giorno: da Crema a Malpensa, passando per San Siro
- La chiesa, dove ragioneremo del menu morale
- Lo stadio, appunti di gastroenterologia sociale
- L’orizzonte. Ovvero: ridateci Colombo

Nella versione in inglese è presente, inoltre, un undicesimo capitolo, intitolato "Epilogue: a letter from America".

## Edizioni
La prima edizione è stata pubblicata da Rizzoli nel 2005. l'anno successivo, nel 2006 la casa editrice lo inserisce nella Serie "Libri Oro" ed viene tradotto in inglese col titolo di  "La Bella Figura. A Field Guide to the Italian Mind" per la casa editrice Doubleday. Seguirono la versione francese (Flammarion, 2007), tedesca (Karl Blessing Verlag, 2007), finlandese (WSOY, 2007) e olandese ("Italianen voor gevorderden" - Nieuw Amsterdam, 2008).

## Critica
La critica del tempo accolse generalmente in modo favorevole l'opera. Il titolo riscosse successo anche negli Stati Uniti, con quattro edizioni nel giro di dieci giorni, critiche positive da diverse testate giornalistiche tra cui  l'Herald tribune, il Time magazine e il New York Times, il quale ha promosso l'opera come "Book of the time"; l'autore, inoltre, è stato invitato in diversi programmi televisivi, tra i quali il The Today Show, talk show di punta della rete NBC .